# 부르봉양시칠리아 공주 마리아 안눈치아타
부르봉양시칠리아 공주 마리아 안눈치아타(이탈리아어: Maria Annunziata di Borbone-Due Sicilie, 본명: 마리아 안눈치아타 이사벨라 필로메나 사바시아(Maria Annunziata Isabella Filomena Sabasia), 1843년 3월 24일 ~ 1871년 5월 22일)는 오스트리아-헝가리 제국의 대공인 프란츠 페르디난트 폰 외스터라이히에스테 대공의 아내로 부르봉양시칠리아 왕가 출신이다.
양시칠리아 왕국의 지배를 받고 있던 카세르타에서 페르디난도 2세 국왕과 그의 아내인 마리아 테레사 이사벨라 다스부르고테셴 왕비의 딸로 태어났다. 1862년 10월 21일에 베네치아에서 프란츠 요제프 1세의 남동생인 카를 루트비히 폰 외스터라이히 대공과 결혼했으며 슬하에 3남 1녀를 낳았다.
1871년 5월 22일 빈에서 결핵으로 사망했다. 그의 장남인 프란츠 페르디난트 대공은 1896년에 프란츠 요제프 1세 황제의 황태자가 되었지만 1914년 6월 28일에 일어난 사라예보 사건으로 인해 암살당했다.

## 자녀
| 사진 | 이름                                         | 생일             | 사망                   | 기타                                                         |
| ---- | -------------------------------------------- | ---------------- | ---------------------- | ------------------------------------------------------------ |
|      | 프란츠 페르디난트 폰 외스터라이히에스테 대공 | 1863년 12월 18일 | 1914년 6월 28일 (50세) | 조피 대공비와 결혼, 2남 1녀, 사라예보 사건으로 인해 암살당함 |
|      | 오토 프란츠 폰 외스터라이히 대공             | 1865년 4월 21일  | 1906년 11월 1일 (41세) | 마리아 요제파 폰 작센 왕녀와 결혼, 2남, 카를 1세의 아버지    |
|      | 오스트리아 대공 페르디난트 카를              | 1868년 12월 27일 | 1915년 3월 12일 (46세) | 베르타 추버와 결혼, 자녀 없음                                |
|      | 마르가레테 조피                              | 1870년 5월 13일  | 1902년 8월 24일 (32세) | 뷔르템베르크 공작 알브레히트와 결혼, 3남 4녀                 |